# Makkovik
Makkovik (Inuktitut : Maquuvik) är en stad på Labradorhalvön i provinsen Newfoundland och Labrador i Kanada. Det fanns 361 invånare vid folkräkningen 2011. Befolkningen är blandad av norsk och inuitisk härkomst. Staden grundades av Torsten Kverna Andersen och hans hustru Mary Ann Thomas 1860. Makkovik Airport ligger nära staden. 

## Det andra Makkovik
Under tre år I slutet av 1950-talet hade USA:s flygvapen en radarstation 15 kilometer från staden. Den hette Cape Makkovik, byggdes mellan 1955 och 1957 och var sedan i drift fram till 1961. Den utgjorde del i en av de tre varningslinjerna mot interkontinentala robotar, det som låg närmast de amerikanska storstäderna och kallades Pine Tree Line.

## Etymologi
Namnet är inuktitut och förmodligen härlett från "maxok", som betyder ’två’. Suffixet "vik" betyder ‘platsen för’ eller ‘där’. Sålunda skulle namnet vara en beskrivning av en vik som är delad i två områden. Tidigare trodde man att namnet var härlett från Pierre Marcoux (1757-1809), en köpman som bedrev handel efter Labradorkusten.

## Demografi
Den kanadensiska folkräkningen 2011 innehåller följande uppgifter om Rushoon:
- Befolkning 2011 – 361
- Befolkning 2006 – 362
- Befolkning 2001 – 384[4]
- Förändring 2006 – 2011 -0,3 procent
- Förändring 2001 – 2006 -5,7 procent
- Befolkningstäthet: 182,9
- Yta 1,97 km2